# Copidosoma gelechiae
Copidosoma gelechiae är en stekelart som beskrevs av Howard 1885. Copidosoma gelechiae ingår i släktet Copidosoma och familjen sköldlussteklar. Inga underarter finns listade i Catalogue of Life.